# Emma Gertrud Eckermann
Emma Gertrud Eckermann, genannt Eckerle (* 1. Juli 1879 in Hamburg; † 29. Dezember 1967 in Hermannsburg) war eine deutsche Malerin und Grafikerin.

## Leben
Emma Gertrud Eckermann war die Tochter von G. Eckermann, Oberingenieur des Norddeutschen Vereins zur Überwachung von Dampfkesseln (heute: TÜV-Nord) und späterer Direktor des Altonaer Kesselvereins.
Emma Gertrud Eckermann traf bereits früh die Entscheidung, Malerin zu werden und lernte anfangs im Atelier der Hamburger Malerin Elisabeth Büttner. Dann besuchte sie für ein Jahr die Malerschule Weimar bei dem Monumentalmaler Sascha Schneider, der dort von 1904 bis 1908 lehrte. 1908 erfolgte ihr Umzug nach München, worauf sie ein halbes Jahr Schülerin von Rudolf Schramm-Zittau war und die Münchner Kunstschule des Landschafts- und Tiermalers Julius Seyler besuchte, mit dem sie auch eine Studienreise nach Belgien, in die Niederlande und nach Paris unternahm, um die flämische Malerei kennenzulernen. 1912 kehrte sie nach Hamburg zurück und eröffnete ihr Atelier in der Admiralitätstraße, kurz darauf lernte sie Harry Reuss-Löwenstein kennen, mit dem sie sich befreundete.
1914 hielt sie sich erneut in Paris auf und malte im sogenannten kubistischen „Russenatelier“ bei Marie Vassilieff; als der Erste Weltkrieg ausbrach kehrte sie fluchtartig nach Hamburg zurück und schloss sich dem Kreis um Friedrich Ahlers-Hestermann, Alexandra Povorina und Anita Rée an. Während sie Studienreisen nach München, Oberbayern und Berlin durchführte, absolvierte sie nebenbei ein Studium der Gebrauchsgrafik an der Landeskunstschule Hamburg bei Hugo Meier-Thur, mit dem sie eine tiefe Freundschaft, bis zu dessen Ermordung im Konzentrationslager Fuhlsbüttel, verband. Gemeinsam mit Martin Irwahn wollte sie eine Totenmaske abnehmen und stellte hierbei fest, dass Meier-Thur nach der Folter offenbar erstickt worden war.
1923 bestand sie ihr Zeichenlehrerinnenexamen und 1926 das Examen zur Studienrätin in Berlin; in Altona unterrichtete sie bis 1940 als Zeichenlehrerin an der Altonaer Realschule sowie an verschiedenen Hamburger Schulen. 1943 wurde sie ausgebombt, wodurch alle ihre bisherigen Werke vernichtet wurden. Danach verlegte sie ihren Wohnort nach Kukate bei Lüchow im Wendland und begann dort einen Neubeginn. Bis 1965 nahm sie eine Lehrtätigkeit als Kunstlehrerin an der Heimvolkshochschule im Jagdschloss Göhrde auf und kehrte in dieser Zeit 1959 nach Hamburg zurück. 1951 reiste sie nach Italien, dem 1964 eine Reise nach Irland folgte. 1967 erfolgte ihr Umzug in ein Altenheim in Hermannsburg; dort verstarb sie noch im gleichen Jahr.

## Ausstellungen
- Emma Gertrud Eckermann beteiligte sich an der 16. Ausstellung des Deutschen Künstlerbundes 1921 in Hamburg mit dem Ölbild Villa am Wasser.
- Sie nahm an der Kunstausstellung Altona 1929, veranstaltet vom Altonaer Künstlerverein in der Ausstellungshalle an der Flottbeker Chaussee (heute Elbchaussee) in Altona teil.
- 1942 hatte sie ihre erste Einzelausstellung bei dem Maler und Kunsthändler Peter Lüders (1872–1945) in Hamburg, allerdings wurde diese wegen „expressiver Absichten“ als „entartete Kunst“ vorzeitig abgebrochen.[1]
- Am 3. September 2004 fand eine Gedächtnisausstellung im Werkhof in Kukate statt, die von Antonia Hillebrecht aus Dangenstorf und Ute Remus aus Brühl im Rheinland zusammengestellt wurde; gezeigt wurden Malerei, Grafik und Zeichnungen sowie Fotografien von Emma Gertrud Eckermann.[2]

## Mitgliedschaften
- Münchner Künstlerinnenverein
- ab 1920: Hamburgische Künstlerschaft und Vertreterin im Künstlerrat
- ab 1920: Deutscher Künstlerbund
- Reichsverband bildender Künstler Deutschlands
- Frauenkunstverband
- GEDOK
- 1950: Mitbegründerin des Prießecker Kreises, der sich später in Gruppe G umbenannte; dieser Künstlergruppe gehörten auch Emil Kritzky (1903–1988), Walter Oldenburg und die Weberin Julia Oldenburg an. Dem Prießecker Kreis ging es um die Überwindung des künstlerischen Vakuums, das durch die Politik der Nationalsozialisten entstanden war.